# The Miracle of Shame
The Miracle of Shame es el quinto EP de la banda de punk rock estadounidense The Mr. T Experience, publicado en 1994 por Lookout! Records. Es el único lanzamiento de la banda en incluir al bajista Gabe Meline como miembro oficial, a pesar de que había grabado anteriormente con la banda para el álbum de 1999 Alcatraz. Meline reemplazó al bajista Joel Reader, quien dejó la banda después de la grabación de Alcatraz. The Miracle of Shame también incluye a Erik Noyes en el órgano, quien ha grabado con la banda en Revenge is Sweet, and So Are You y Alcatraz but no es un integrante oficial. Él se unió oficialmente a la banda para la gira que realizaron en verano de 1999 pero no duro mucho con el grupo.

## Lista de canciones
Todas las canciones escritas y compuestas por Dr. Frank. 
| N.º | Título                                   | Duración |  |
| 1.  | «Spy vs. Spy»                            |          |  |
| 2.  | «Leave the Thinking to the Smart People» |          |  |
| 3.  | «Mr. Ramones»                            |          |  |
| 4.  | «Stephanies of the World Unite»          |          |  |
| 5.  | «I Don't Know Where Dan Treacy Lives»    |          |  |